# China General Nuclear Power Group
China General Nuclear Power Group (CGN) (chinesisch 中国广核集团), früher China Guangdong Nuclear Power Group (chinesisch 中国广东核电集团), ist ein chinesischer Kraftwerksbetreiber, der zur Kommission zur Verwaltung von Staatsvermögen des Staatsrates der Volksrepublik China gehört.
CGN betreibt die Kernkraftwerke Daya Wan, Ling’ao, Hongyanhe und Ningde. Fünf weitere Kraftwerke sind im Bau und zwei geplant.
CGN ist auch im Bereich der Energiegewinnung durch Wind, Sonne und Wasser tätig. 2014 betrieb CGN Kraftwerke der verschiedenen Energieträger mit folgenden Kapazitäten: Kernkraft 8,3 GW, Wind, 4,7 GW, Wasser 4,0 GW und Sonne 600 MW.

## Geschichte
Die China Guangdong Nuclear Power Holding Co., Ltd. (CGNPC) wurde im September 1994 mit einem Kapital von 10,2 Milliarden RMB mit dem zentralen Geschäftsbereich Kernenergie gegründet. Mit der CGNPC als zentralem Unternehmen kontrolliert die China Guangdong Nuclear Power Group (CGNPG) mehr als 20 Tochterfirmen ganz oder teilweise.
Im April 2009 wurde von der CGNP ein Finanzierungsfonds ins Leben gerufen, der 1,03 Milliarden US-Dollar für Kernenergie und verwandte Projekte erbringen soll. Der Fonds war der erste eines staatlichen Unternehmens mit Genehmigung des Staatsrates, an dem sich die Bank of China und China Development Bank sowie andere Institutionen beteiligten, die Anteilseigner an dem Fonds werden. Es ist die erste Phase einer Finanzierung des Fonds, die insgesamt 10 Milliarden RMB erbringen soll.
Im Mai 2013 änderte das Unternehmen seinen Namen in China General Nuclear Power Group (CGN), um sichtbar zu machen, dass es auch außerhalb der Provinz Guangdong tätig ist.
Im Dezember 2014 erzielte CGN 3 Milliarden US-Dollar beim Börsengang in Hongkong.
Im Dezember 2014 gab das Unternehmen bekannt, dass es drei Windfarmen in Großbritannien mit einer Kapazität von insgesamt 73 MW vom französischen Unternehmen EDF für eine Summe im Bereich von 100 Millionen britischen Pfund kaufen würde.
Beim Besuch des chinesischen Präsidenten Xi Jinping in Großbritannien im Oktober 2015 wurde ein Vertrag unterzeichnet, nachdem sich der Konzern mit einer Summe von 6 Milliarden britischen Pfund (7,2 Mrd. Euro) an den Gesamtkosten von nun 18 Milliarden britischen Pfund (21,5 Mrd. Euro) am Bau des Kernkraftwerks Hinkley Point C beteiligen wird. Die restlichen Kosten übernimmt der französische Konzern EDF.

## Technologie Import und Entwicklung
CGNs erstes Kernkraftwerk benutzt einen Reaktor, der von der französischen Firma Framatome entwickelt und gebaut wurde. Dann entwickelte CGN den Druckwasserreaktor CPR-1000, der auf dem französischen Reaktor aufbaut. Der CPR-1000 ist eine vollständig chinesische Entwicklung und ist ein in China sehr häufig verwendeter Reaktortyp.
Im Februar 2007 unterschrieb CGN einen Vertrag mit Areva, um das Kernkraftwerk Taishan mit Arevas European Pressurized Reactor zu bauen. Das Kernkraftwerk Xianning wird Westinghouse Electric AP1000 benutzen. Damit gehört das Unternehmen zu den ersten, die Kraftwerke mit Reaktoren der Generation III+ bauen.